# Puchar Ameryki Północnej w skeletonie 2015/2016
Puchar Ameryki Północnej w skeletonie 2015/2016 – to 16. edycja tej imprezy. Cykl rozpoczął się w kanadyjskim Calgary 12 listopada 2015 roku, a zakończył się 18 marca 2016 roku w amerykańskim Lake Placid. Łącznie zostało rozegranych 16 konkurencji: 8 dla mężczyzn i 8 dla kobiet.
Najlepszą skeletonistką Ameryki Północnej została Amerykanka Veronica Day. Natomiast u mężczyzn najlepszy był Hiszpan Ander Mirambell.

## Kalendarz Pucharu Ameryki Północnej
| Lp.    | Data          | Miejscowość | Konkurencja | 1. miejsce        | 2. miejsce         | 3. miejsce                       |
| ------ | ------------- | ----------- | ----------- | ----------------- | ------------------ | -------------------------------- |
| 1. PAP | 12-13.11.2015 | Calgary     | Mężczyźni   | Ander Mirambell   | John Farrow        | Alex Iwanow                      |
| 1. PAP | 12-13.11.2015 | Calgary     | Kobiety     | Jaclyn LaBerge    | Jaclyn Narracott   | Veronica Day                     |
| 1. PAP | 12-13.11.2015 | Calgary     | Mężczyźni   | Ander Mirambell   | John Farrow        | Rhys Thornbury                   |
| 1. PAP | 12-13.11.2015 | Calgary     | Kobiety     | Jaclyn LaBerge    | Jaclyn Narracott   | Veronica Day                     |
| 2. PAP | 26-27.11.2015 | Whistler    | Mężczyźni   | Rhys Thornbury    | John Farrow        | Katsuyuki Miyajima               |
| 2. PAP | 26-27.11.2015 | Whistler    | Kobiety     | Savannah Graybill | Jaclyn LaBerge     | Mirela Rahneva                   |
| 2. PAP | 26-27.11.2015 | Whistler    | Mężczyźni   | Rhys Thornbury    | Katsuyuki Miyajima | John Farrow                      |
| 2. PAP | 26-27.11.2015 | Whistler    | Kobiety     | Katie Uhlaender   | Jaclyn LaBerge     | Mirela Rahneva                   |
| 3. PAP | 04-05.03.2016 | Park City   | Mężczyźni   | Ander Mirambell   | Nicholas Timmings  | John Farrow Joseph Luke Cecchini |
| 3. PAP | 04-05.03.2016 | Park City   | Kobiety     | Kimberley Bos     | Jaclyn LaBerge     | Veronica Day                     |
| 3. PAP | 04-05.03.2016 | Park City   | Mężczyźni   | John Farrow       | Andrew Blaser      | Kim Ji-soo                       |
| 3. PAP | 04-05.03.2016 | Park City   | Kobiety     | Kimberley Bos     | Jaclyn LaBerge     | Veronica Day                     |
| 4. PAP | 17-18.03.2016 | Lake Placid | Mężczyźni   | Ander Mirambell   | Alex Iwanow        | Craig Thompson                   |
| 4. PAP | 17-18.03.2016 | Lake Placid | Kobiety     | Kimberley Bos     | Veronica Day       | Madelaine Smith                  |
| 4. PAP | 17-18.03.2016 | Lake Placid | Mężczyźni   | Ander Mirambell   | Alex Iwanow        | Kim Jun-hyeon                    |
| 4. PAP | 17-18.03.2016 | Lake Placid | Kobiety     | Kimberley Bos     | Veronica Day       | Mun Ra-young                     |

## Klasyfikacje

### Kobiety
| Miejsce | Zawodniczka      | CAL | CAL | WHI | WHI | PCI | PCI | LPD | LPD | Punkty |
| ------- | ---------------- | --- | --- | --- | --- | --- | --- | --- | --- | ------ |
| 1.      | Veronica Day     | 3.  | 3.  | 5.  | 6.  | 3.  | 3.  | 2.  | 2.  | 435    |
| 2       | Jaclyn LaBerge   | 1.  | 1.  | 2.  | 2.  | 2.  | 2.  | –   | –   | 410    |
| 3.      | Mun Ra-young     | 9.  | 6.  | 9.  | 7.  | 4.  | 5.  | 5.  | 3.  | 341    |
| 4.      | Kimberley Bos    | –   | –   | 8.  | DNS | 1.  | 1.  | 1.  | 1.  | 336    |
| 5.      | Jeong Sophia     | 6.  | 11. | 7.  | 9.  | 7.  | 10. | 8.  | 6.  | 288    |
| 6.      | Jaclyn Narracott | 2.  | 2.  | –   | –   | –   | –   | 4.  | 4.  | 230    |
| 7.      | Leslie Stratton  | 16. | 13. | –   | –   | 8.  | 9.  | 7.  | 8.  | 190    |
| 8.      | Katie Tannenbaum | DSQ | 9.  | 11. | 10. | 6.  | 4.  | –   | –   | 186    |
| 9.      | Nozomi Komuro    | 8.  | 8.  | 4.  | 5.  | –   | –   | –   | –   | 167    |
| 10.     | Grace Dafoe      | 5.  | 5.  | –   | –   | 11. | 8.  | –   | –   | 156    |

### Mężczyźni
| Miejsce | Zawodnik           | CAL | CAL | WHI | WHI | PCI | PCI | LPD | LPD | Punkty |
| ------- | ------------------ | --- | --- | --- | --- | --- | --- | --- | --- | ------ |
| 1.      | Ander Mirambell    | 1.  | 1.  | –   | –   | 1.  | 8.  | 1.  | 1.  | 411    |
| 2       | Alex Iwanow        | 3.  | 5.  | 12. | 4.  | 5.  | 4.  | 2.  | 2.  | 403    |
| 3.      | John Farrow        | 2.  | 2.  | 2.  | 3.  | 3.  | 1.  | –   | –   | 380    |
| 4.      | Kim Ji-soo         | 5.  | 4.  | 16. | 16. | 8.  | 3.  | 9.  | 12. | 288    |
| 5.      | Rhys Thornbury     | 4.  | 3.  | 1.  | 1.  | –   | –   | –   | –   | 255    |
| 6.      | Kim Jun-hyeon      | 14. | 16. | 17. | 15. | 9.  | 7.  | 10. | 3.  | 243    |
| 7.      | Katsuyuki Miyajima | 12. | 13. | 3.  | 2.  | 11. | 10. | –   | –   | 236    |
| 8.      | Nicholas Timmings  | 10. | 14. | –   | –   | 2.  | 5.  | 11. | 11. | 226    |
| 9.      | Allen Blackwell    | 15. | 11. | 7.  | 8.  | 10. | 8.  | –   | –   | 194    |
| 10.     | Trent Kraychir     | 9.  | 6.  | 5.  | 5.  | 13. | –   | –   | –   | 190    |